# Limnodynastes convexiusculus
Limnodynastes convexiusculus är en groddjursart som först beskrevs av Macleay 1878.  Limnodynastes convexiusculus ingår i släktet Limnodynastes och familjen Limnodynastidae. IUCN kategoriserar arten globalt som livskraftig. Inga underarter finns listade i Catalogue of Life.